# Östlig klippuggla
Östlig klippuggla (Strix butleri) är en västasiatisk art uggla med komplicerad taxonomisk historia.

## Utseende
Östlig klippuggla är en medelstor Strix-uggla med ett tvåfärgat blekt och mörkgrått ansikte med orange ögon, mörkt brungrå ovansida och blek undersida med långa och smala vertikala streck. Vidare har den relativt långa ben, bandade vingar och även bandad stjärt.

## Taxonomi
Typexemplaret härstammar från Ormara i Pakistan, insamlat av den engelske ornitologen Edward Arthur Butler. Butler skickade exemplaret till Allan Octavian Hume som beskrev arten 1878 och hedrade Butler med det vetenskapliga namnet butleri. Fram tills nyligen tillskrevs populationen av en uggla som förekommer på Arabiska halvön, i Israel och i nordöstra Afrika butleri, alltså relativt långt geografiskt från där typexemplaret härstammade. Inga andra observationer av arten hade då gjorts i närområdet där typexemplaret samlades in. Strix butleri gick då under det svenska namnet "klippuggla".
2013 upptäcktes en tidigare okänd population av en Strix-uggla i Oman som skilde sig både morfologiskt och i sina läten från klippugglan så som den var känd från sina populationer i exempelvis Israel. Den beskrevs följaktligen som en ny art, Strix omanensis, dock enbart utifrån inspelningar av läten och fotografier, inte från genetiskt material eller insamlade exemplar. I början av 2015 observerades vad som förmodades vara en klippuggla i ett område i Iran som ligger långt från artens normala utbredningsområde, bortsett från typexemplaret.
Samma år presenterades en studie av typexemplaret från butleri som visade att även denna skilde sig från alla andra klippugglepopulationer och att den mer liknande ugglan som hittats i Oman. Artikelförfattarna till studien kom till slutsatsen att omanensis med största sannolikhet är synonym med butleri och beskrev de övriga klippugglepopulationerna som en egen art, Strix hadorami. Samma studie visade att ugglan som påträffats i Iran är en butleri. Birdlife Sveriges taxonomikommitté gav därefter butleri det svenska namnet östlig klippuggla, medan hadorami fick heta västlig klippuggla. Majoriteten av de internationella taxonomiska auktoriteterna intar numera denna indelning med de två arterna butleri och hadorami, dock ej alla.

## Utbredning och levnadssätt
Arten är känd från ett fåtal lokaler i Iran, Pakistan och i Al Hajar-bergen i Oman. Den har observerats i höglänt klippig terräng, dock inte i närliggande wadis, en miljö där västlig klippuggla ofta påträffas.

## Status
Arten har ett stort utbredningsområde och beståndet anses stabilt. Internationella naturvårdsunionen IUCN listar den därför som livskraftig (LC).